# К. Прокуци (Салерно)
К. Прокуци је насеље у Италији у округу Салерно, региону Кампанија.
Према процени из 2011. у насељу је живело 92 становника. Насеље се налази на надморској висини од 18 м.